# طلوع در کمپوبلو
طلوع در کمپوبلو (انگلیسی: Sunrise at Campobello) فیلمی در ژانر زندگی‌نامه‌ای به کارگردانی وینسنت جی. دونهیو است که در سال ۱۹۶۰ منتشر شد.
این فیلم برنده جایزه گلدن گلوب بهترین بازیگر زن فیلم درام توسط گریر گارسون در سال ۱۹۶۰ شده است.

## بازیگران
- رالف بلامی
- گریر گارسون
- هیوم کرونین
- جین هیگن
- دیوید وایت
- فرانک فرگوسن
- لایل تالبوت
- ان شومیکر